# Charlotte Stähnisch
Charlotte Stähnisch (* 1897; † 1989) war eine deutsche Filmschauspielerin.

## Leben
Über das Leben von Charlotte Stähnisch war wenig in Erfahrung zu bringen. Sie stand mehrfach für die DEFA und das Fernsehen der DDR für kleinere und mittlere Rollen vor der Kamera. Über das Arbeiten als Synchronsprecherin, Hörspielsprecherin und am Theater ist nichts bekannt.
Charlotte Stähnisch lebte in Berlin und war mit dem Regisseur und Schauspieler Gustav Stähnisch (1900–1980) verheiratet.

## Filmografie
- 1957: Zwei Mütter
- 1957: Gejagt bis zum Morgen
- 1960: Was wäre, wenn …?
- 1961: Gewissen in Aufruhr (Fernsehfünfteiler)
- 1962: Josef und alle seine Brüder (Fernsehfilm)
- 1963: Verliebt und vorbestraft
- 1970: Jeder stirbt für sich allein (Fernsehdreiteiler)
- 1974: Der Leutnant vom Schwanenkietz (Fernsehdreiteiler, 1 Episode)
- 1976: Polizeiruf 110: Schwarze Ladung (Fernsehreihe)
- 1976: Die Leiden des jungen Werthers
- 1978: Spuk unterm Riesenrad (Fernsehserie, 1 Episode)
- 1980: Unser Mann ist König (Fernsehserie, 1 Episode)
- 1983: Märkische Chronik (Fernsehserie, 1 Episode)